# Val Vigezzo
Het Val Vigezzo is een bergdal in de Noord-Italiaanse regio Piëmont (provincie Verbania). 
De vallei is uitgesleten door de rivier de Melezzo die via de Maggia uitstroomt in het Lago Maggiore. Het Zwitserse deel van het dal draagt de naam Centovalli. Het groene, dichtbeboste dal is erg populair bij toeristen, voornamelijk Italianen. In de zomer zoeken deze hier de koelte op, 's winters kan er volop geskied en gelanglaufd worden op de pistes van de Piana di Vigezzo. Al eeuwen is de vallei door schilders op doek vastgelegd waardoor het de bijnaam Valle dei Pittori (Vallei van de schilders) gekregen heeft. 
De belangrijkste plaats van het dal is Santa Maria Maggiore. Hier is ook een bezoekerscentrum gevestigd van het Nationaal Park Val Grande dat zich ten zuiden van het dal uitstrekt. Het belangrijkste zijdal van het Val Vigezzo is het nauwe en ruige Valle Cannobina dat ten zuidoosten van Malesco ligt. 

## Gemeentes in het Val Vigezzo
- Druogno (961 inw.)
- Santa Maria Maggiore (1209 inw.)
- Malesco (1473 inw.)
- Craveggia (762 inw.)
- Villette (256 inw.)
- Re (805 inw.)

## Hoogste bergtoppen
- Piodo di Crana (2430 m)
- Pizzo la Schegia (2466 m)
- Cima della Laurasca (2193 m)